# 美國職業高爾夫球員協會
美國職業高爾夫球員協會（Professional Golfers' Association of America，PGA of America）是美國的一個職業高爾夫球組織，創建於1916年，總部位於佛羅里達州棕櫚灘花園。美國職業高爾夫球員協會有超過28000人男女會員。現在美國職業高爾夫球員協會是萊德杯和PGA錦標賽等高爾夫球賽事的舉辦單位。